# Lindsay Lohan's Beach Club
 (mai 2019).
Lindsay Lohan's Beach Club est un programme de télé-réalité américain qui est diffusé depuis le 8 janvier 2019 sur MTV. Il met en vedette l'actrice, chanteuse et femme d'affaires américaine Lindsay Lohan.
En France, ce programme est diffusé sur MTV France. Sa première a eu lieu le mercredi 9 janvier à 03.00 h du matin en diffusion simultanée avec les États-Unis. Les épisodes sont aussi diffusés les vendredis soirs à 00.10 h en US+1. Le programme est aussi disponible à la demande sur 6play.
Au Québec, elle est diffusée sur Vrak.

## Casting
- Lindsay Lohan
- Aristotle Polites
- Billy Estevez
- Mike Mulderrig
- Gabi Andrews
- Brent Marks
- May Yassine
- Jonitta Wallace
- Jules Wilson
- Sara Tariq

## Diffusion
| N° | Titre de l'épisode                            | Titre en français (MTV) | Titre en français (6play)        | Diffusion U.S.  | Diffusion en France (MTV) | Diffusion en France (6play) | Audience U.S. (en millions) |
| -- | --------------------------------------------- | ----------------------- | -------------------------------- | --------------- | ------------------------- | --------------------------- | --------------------------- |
| 1  | Paradise Boss                                 | La Business Woman       | Un boulot au paradis             | 8 janvier 2019  | 8 janvier 2019            | 2022                        | 0,53                        |
| 2  | What Are Your Intentions                      | (inconnu)               | Quelles sont vos intentions ?    | 15 janvier 2019 | 18 janvier 2019           | 2022                        | 0,47                        |
| 3  | Lohan Rules                                   | (inconnu)               | Lohan gère                       | 22 janvier 2019 | 25 janvier 2019           | 2022                        | 0,44                        |
| 4  | Lindsay Steps In                              | (inconnu)               | Lindsay prend des mesures        | 29 janvier 2019 | 1er février 2019          | 2022                        | 0,51                        |
| 5  | Lindsay's Choice                              | Le choix de Lindsay     | Le choix de Lindsay              | 4 février 2019  | 8 février 2019            | 2022                        | 0,43                        |
| 6  | Crossing Lindsay                              | (inconnu)               | Lindsay est contrariée           | 11 février 2019 | 15 février 2019           | 2022                        | 0,39                        |
| 7  | Lindsay Flips The Script                      | (inconnu)               | Lindsay change la donne          | 18 février 2019 | 22 février 2019           | 2022                        | 0,42                        |
| 8  | Do the LiLo                                   | (inconnu)               | La méthode Lilo                  | 25 février 2019 | 1er mars 2019             | 2022                        | 0,34                        |
| 9  | Love, Loss, and Lohan                         | (inconnu)               | Amour, déconvenues et Lindsay    | 4 mars 2019     |                           | 2022                        | 0,31                        |
| 10 | I Would Rather Be Anywhere But Here Right Now | (inconnu)               | N'importe où plutôt qu'ici       | 11 mars 2019    |                           | 2022                        | 0,33                        |
| 11 | Mike Takes it Too Far                         | (inconnu)               | Mike va trop loin                | 18 mars 2019    |                           | 2022                        | 0,42                        |
| 12 | Lindsay's Final Four                          | (inconnu)               | Les quatre finalistes de Lindsay | 25 mars 2019    |                           | 2022                        | 0,41                        |

Le programme a connu un bon départ aux États-Unis. Il se classe parmi les 5 premiers programmes les plus vus sur le câble.
L'émission a obtenu de bons résultats auprès du public féminin, affichant une croissance à 3 chiffres pour MTV : 0,59 pour les femmes de 35 à 49 ans (en hausse de 269 %), 0,61 pour les femmes de 25 à 34 ans (en hausse de 49 %) et 0,52 pour les 18 à 24 ans (en hausse de 148 %).
Cette première est une nouvelle victoire pour MTV. La chaîne n'a pas connu de telles résultats en termes d'audience depuis 19 ans.